# 坂爪真吾
坂爪 真吾（さかつめ しんご、1981年10月21日 - ）は、日本の活動家でNPO法人風テラス理事長。一般社団法人ホワイトハンズ代表理事を2024年3月辞任。弟は坂爪圭吾。

## 人物・来歴
1981年新潟県新潟市生まれ、新潟県立新潟高等学校卒業。東京大学文学部で上野千鶴子ゼミに学び、風俗店のフィールドワークを行う。風俗店で働く女性のための無料生活・法律相談事業「風テラス」を運営して2014年社会貢献者表彰。

## 著書
- 『セックス・ヘルパーの尋常ならざる情熱』（小学館101新書、2012.6）
- 『男子の貞操 僕らの性は、僕らが語る』（ちくま新書、2014.4）
- 『はじめての不倫学 「社会問題」として考える』（光文社新書、2015.8）
- 『性風俗のいびつな現場』（ちくま新書、2016.1）
- 『セックスと障害者』（イースト新書、2016.4）
- 『障がいのある人の性支援ガイドブック』（中央法規出版、2017.11）
- 『セックスと超高齢社会 「老後の性」と向き合う』（NHK出版新書、2017.2）
- 『見えない買春の現場 「JKビジネス」のリアル』（ベスト新書、2017.2）
- 『孤独とセックス』（扶桑社新書、2018.1）
- 『「身体(からだ)を売る彼女たち」の事情 自立と依存の性風俗』（ちくま新書、2018.10）
- 『パパ活の社会学 援助交際、愛人契約と何が違う?』（光文社新書、2018.10）
- 『性風俗シングルマザー 地方都市における女性と子どもの貧困』（集英社新書、2019.12）
- 『未来のセックス年表 2019-2050年』（SB新書、2019.3）
- 『「許せない」がやめられない SNSで蔓延する「#怒りの快楽」依存症』（徳間書店、2020.6）

### 共著
- 『誰も教えてくれない大人の性の作法(メソッド)』（光文社新書、2017.9）藤見里紗 共著
- 『情報生産者になってみた　上野千鶴子に極意を学ぶ』（ちくま新書、2021.12）大滝世津子 開沼博 竹内慶至 中野円佳 中村かさね 共著